# Зигоспора

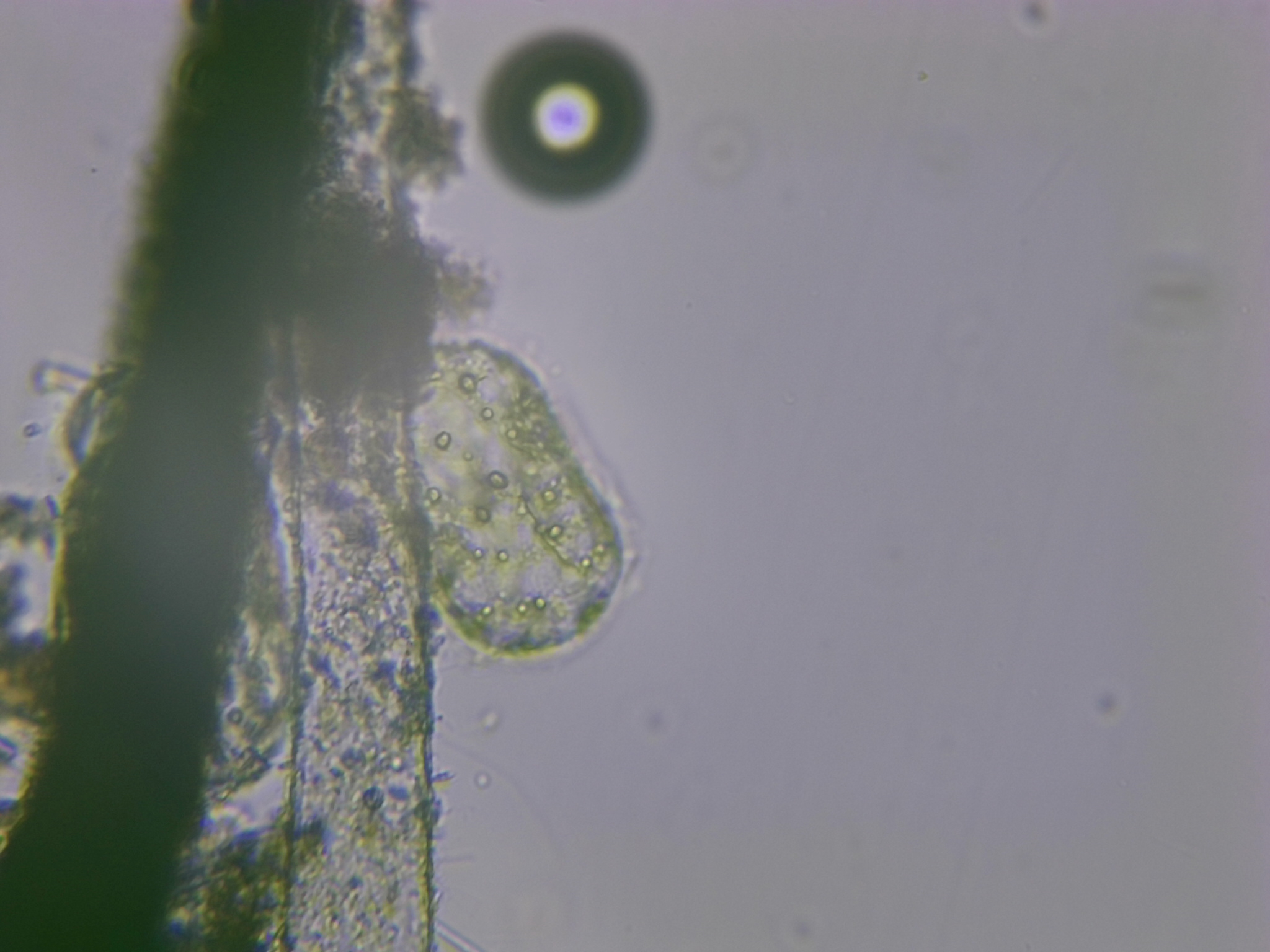
Зигоспора Spirogyra

Зигоспора є диплоїдною репродуктивною стадією в життєвому циклі багатьох грибів і протистів. Спора, яка утворюється в результаті зигогамії – злиття двох однакових за зовнішнім виглядом статевих клітин у деяких водоростей і грибів (зигоміцетів).

## Опис
Зигоспори утворюються шляхом ядерного злиття гаплоїдних клітин. У грибів зигоспори утворюються в зигоспорангіях після злиття спеціалізованих структур, що брунькуються, з міцелію одного (у гомоталічних грибів) або різних типів спарювання (у гетероталічних грибів), і можуть бути хламідоспорами.  У багатьох еукаріотичних водоростей, включаючи багато видів Chlorophyta, зигоспори утворюються шляхом злиття одноклітинних гамет різних типів спарювання.
Зигоспора залишається в стані спокою, поки вона чекає сигналів навколишнього середовища, таких як світло, волога, тепло або хімічні речовини, що виділяються рослинами. При сприятливому середовищі зигоспора проростає, відбувається мейоз і виділяються гаплоїдні вегетативні клітини.
У грибів спорангій утворюється на кінці спорангієносця, який викидає спори. Гриб, який утворює зигоспори, називається зигоміцетом, що вказує на те, що клас характеризується таким еволюційним розвитком.